# Conus orion
Conus orion é uma espécie de gastrópode do gênero Conus, pertencente à família Conidae.